# سرور (ساتارا)
سرور هي قرية تقع في بلدة واي في منطقة ساتارا، ماهاراشترا، الهند.